# Nobuo Amajake
Nobuo Amajake (japonsky: 天宅信雄, Amajake Nobuo, narozen 29. dubna 1934) je vysloužilý japonský profesionální hráč go.

## Biografie
Abe se narodil ve městě Kjóto v prefektuře Kjóto v Japonsku. Profesionálním hráčem se stal roku 1955.